# Sunwapta-waterval
De Sunwapta-waterval is een waterval in de Sunwapta-rivier en ligt in het Nationaal park Jasper in Alberta, Canada.
Het water komt voort uit de Athabasca-gletsjer en de volumes zijn hoog aan het begin van de zomer vanwege het smeltwater van de gletsjer. De rivier is bereikbaar vanaf de zogenaamde Icefields Parkway (Highway 93).
Het betreft een klasse 6-waterval met een val van 18 meter en een breedte van 9,1 meter.